# Recopa Árabe 1996
La Recopa Árabe 1996 fue la séptima edición de este torneo de fútbol a nivel de clubes del Mundo Árabe organizado por la UAFA y que contó con la participación de 8 equipos campeones de copa de sus respectivos países.
El OC Khouribga de Marruecos venció a Al-Faisaly de Jordania en la final jugada en Amán, Jordania para ser campeón del torneo por primera vez.

## Fase de grupos
Todos los partidos se jugaron en el Amman International Stadium.

### Grupo A
| Club            | G | E | P | GF | GC | Pts |
| --------------- | - | - | - | -- | -- | --- |
| Al-Riyadh SC    | 2 | 1 | 0 | 4  | 1  | 7   |
| Olympique Médéa | 2 | 1 | 0 | 6  | 4  | 7   |
| Muharraq Club   | 1 | 0 | 2 | 4  | 6  | 3   |
| Al-Wehdat       | 0 | 0 | 3 | 2  | 5  | 0   |

| Equipo 1        | Resultado | Equipo 2        |
| --------------- | --------- | --------------- |
| Al-Riyadh SC    | 2-0       | Muharraq Club   |
| Al-Wehdat SC    | 1-2       | Olympique Medea |
| Olympique Medea | 3-2       | Muharraq Club   |
| Al-Wehdat SC    | 0-1       | Al-Riyadh SC    |
| Muharraq Club   | 2-1       | Al-Wehdat SC    |
| Al-Riyadh SC    | 1-1       | Olympique Medea |

### Grupo B
| Club                | G | E | P | GF | GC | Pts |
| ------------------- | - | - | - | -- | -- | --- |
| Olympique Khouribga | 2 | 1 | 0 | 6  | 3  | 7   |
| Al-Faisaly          | 1 | 2 | 0 | 6  | 2  | 5   |
| Al-Ittihad Doha     | 1 | 1 | 1 | 9  | 4  | 4   |
| Al-Mourada          | 0 | 0 | 3 | 2  | 14 | 0   |

| Equipo 1        | Resultado | Equipo 2        |
| --------------- | --------- | --------------- |
| Al-Ittihad Doha | 1-1       | Al-Faisaly      |
| OC Khouribga    | 2-0       | Al-Mourada SC   |
| Al-Ittihad Doha | 2-3       | OC Khouribga    |
| Al-Faisaly      | 5-1       | Al-Mourada SC   |
| Al-Mourada SC   | 1-7       | Al-Ittihad Doha |
| Al-Faisaly      | 1-1       | OC Khouribga    |

## Fase final

### Semifinales
| 20 de mayo de 1996 | Al-Riyadh SC | 0-1 | Al-Faisaly | Amman International Stadium, Amán |  |
|                    |              |     | Sliman 20' |                                   |  |

| 20 de mayo de 1996 | Olympique Khouribga         | 2-1 | Olympique Médéa | Amman International Stadium, Amán |  |
|                    | Zarkaoui 69' · Haddoumi 71' |     | Traore 11'      |                                   |  |

### Final
| 22 de mayo de 1996 | Al-Faisaly        | 1-3 | Olympique Khouribga         | Amman International Stadium, Amán |                                 |
|                    | Tadrus 61' (pen.) |     | Zweine 12' · Hababi 80' 90' | Asistencia: 25,000 espectadores   | Asistencia: 25,000 espectadores |

## Campeón
| Recopa Árabe 1996         |
| ------------------------- |
| Bandera de Marruecos      |
| 'OC Khouribga 1.er título |